# 山口理恵
山口 理恵（やまぐち りえ、1986年10月20日 - ）は、日本の元女性声優、元歌手。奈良県出身。

## 人物
2010年11月までJTBエンタテインメントに所属していた。同年12月より81プロデュース所属。
趣味はウォーキング、パズル、英文翻訳。兄と弟がいる。
2017年2月28日付で81プロデュースを退所、同時に声優引退を公式ブログにて公表。

## 出演
※太字はメインキャラクター。

### テレビアニメ
2009年
- エレメントハンター（ハンナ・ウェーバー）
- 東京マグニチュード8.0（ボランティア）
- にゃんこい!（太田栄子、少女、陸上部員、女生徒、子猫）

2010年
- おおかみかくし（石我木まさみ）
- ダンス イン ザ ヴァンパイアバンド（あんな、YUMI、女子、校内放送、女子執行部員、変身女）

2011年
- 神様ドォルズ（杣木由良子、店員）
- これはゾンビですか?（2011年 - 2012年、平松妙子、ナース）※2シリーズ
- セイクリッドセブン（山口揚羽）
- ちび☆デビ!（高山夏季）
- バクマン。（女子生徒） - 2シリーズ
- 緋弾のアリア（女子生徒、アナウンサー）
- BLOOD-C（女子生徒）
- フリージング（トリス＝マッケンジー）
- プリティーリズム・オーロラドリーム（実行委員A）
- へうげもの（お吟）
- 森田さんは無口。（牧先生） - 2シリーズ

2012年
- アクセル・ワールド（生徒アバターB）
- 咲-Saki-阿知賀編 episode of side-A（水村史織）
- 探偵オペラ ミルキィホームズ 第2幕（カップルの女）
- 超速変形ジャイロゼッター（松堂コトハ）

2014年
- カードファイト!! ヴァンガードG（男の子1）

2017年
- かみさまみならい ヒミツのここたま（ふわり）

### OVA
- .hack//Quantum（2011年、ギルドメンバー）

### ゲーム
- 赤い糸 destiny DS（2009年、ミヤビ）
- 携帯電話ゲーム ♂モット!!恋愛主義♀ 美少女系第9弾「えんむすび」（2011年、藤堂由里）
- 戦律のストラタス（2011年、森本ひより）
- ブレイブリーデフォルト（2012年 - 2013年） - 2作品
- アイドリズム（2014年、片ヶ瀬理名[22]）
- アドヴェントガール（2016年、孫策[23]）
- School of Talent：SUZU-ROUTE (2017年、結城鈴[24])

### 吹き替え

#### 映画
- 美人ライターレーンの恋愛記事

#### ドラマ
- iCarly（99）
- 太陽を抱く月
- ハート・オブ・ディクシー ドクターハートの診療日記

#### アニメ
- 魁抜（中国語版）（鏡心）
- トロン：ライジング（2013年、マーラ）
- キャスパーのオバケ学園（2013年、ミッキー）

### テレビ番組
- ヴォイス・アカデミア（ゲスト出演/BSフジ：2013年6月30日）

### ラジオ
- manzoの超!A&Gミュージック+プレミアム（超!A&G+：2010年8月21日 - 2010年10月9日）
- のざP&りえのLive Dog（超!A&G+：2010年10月10日 - 2012年7月）
- これは○▼×ですか？はい、ラジオです（2010年12月24日 - 2011年4月20日）
- なすなか理恵のなまきがえ♪（超!A&G+：2011年7月10日 - 12月25日）

## ディスコグラフィ

### シングル
|     | 発売日        | タイトル                                 | 規格品番   | 最高位 | 備考                |
| --- | ------------- | ---------------------------------------- | ---------- | ------ | ------------------- |
| 1st | 2011年2月9日  | 気づいてゾンビさま、私はクラスメイトです | VTCL-35103 | 44位   | 山口理恵 with manzo |
| 2nd | 2012年4月25日 | 恋のビギナーなんです (T_T)               | VTCL-35129 | 49位   |                     |

### アルバム
|     | 発売日         | タイトル       | 規格品番   | 最高位 |
| --- | -------------- | -------------- | ---------- | ------ |
| 1st | 2011年10月20日 | アンジュの弦想 | VTCL-60282 | 圏外   |

### タイアップ曲
| 楽曲                                     | タイアップ                                                             | 時期   |
| ---------------------------------------- | ---------------------------------------------------------------------- | ------ |
| 気づいてゾンビさま、私はクラスメイトです | テレビアニメ『これはゾンビですか?』エンディングテーマ                  | 2011年 |
| Embrace the Night                        | ゲーム『戦律のストラタス』 エンディングテーマ                          | 2011年 |
| 恋のビギナーなんです（T_T）              | テレビアニメ『これはゾンビですか? オブ・ザ・デッド』エンディングテーマ | 2012年 |
| またあしたねII                           | テレビアニメ『これはゾンビですか? オブ・ザ・デッド』挿入歌             | 2012年 |

### 作詞
- 君がくれた飴（2011年）
- Embrace the Night（2011年）
- ボクの空（2011年）
- 恋のビギナーなんです(T_T)（2012年）
- ずっと（2012年）